# Marcus Hurley
Marcus Latimer Hurley (* 22. Dezember 1883 in New Rochelle, New York; † 28. März 1941 in New York City) war ein US-amerikanischer Bahn-Radrennfahrer und Basketballspieler.
Im Alter von 17 Jahren wurde Hurley amerikanischer Amateurmeister im Sprint und verteidigte diesen Titel während drei Jahren. Bei den Olympischen Spielen 1904 in St. Louis gewann er die Goldmedaillen in den Sprintrennen über eine Viertelmeile, eine Drittelmeile, eine halbe Meile und eine Meile. Im Rennen über zwei Meilen erreichte er den dritten Platz. Ebenfalls 1904 wurde er in London Sprintweltmeister.
Bis 1908 spielte Hurley auch Basketball für den New York Athletic Club und die Columbia University. Hurley lebte in New York City, von Beruf war er Ingenieur.